# Cà đác
Cà đác hay còn được biết đến với tên gọi Voọc mũi hếch Bắc Bộ (danh pháp hai phần: Rhinopithecus avunculus) là một loài khỉ Cựu thế giới đặc hữu của vùng Bắc Bộ Việt Nam. Loài này có bộ lông màu trắng và nâu đen, mũi và môi có màu hồng cùng một vùng chuyển màu xanh đặc biệt quanh mắt. Chúng sinh sống trong những thửa rừng ở Tuyên Quang, Cao Bằng, Yên Bái, Quảng Ninh, Hà Giang khoảng cao độ 200 đến 1.200 m (700 đến 3.900 ft). Cà đác được phát hiện vào cuối thập niên 1860 khi giáo sĩ Armand David gửi cá thể đầu tiên sang Châu Âu nhưng mãi đến năm 1912 mới được miêu tả sinh học lần đầu tiên, sau đó được phát hiện lại vào năm 1990 nhưng vẫn cực kỳ quý hiếm. Đến năm 2008, dưới 250 cá thể cá đác được cho là tồn tại và loài này trở thành đối tượng được bảo tồn đặc biệt. Chúng bị đe dọa vì mất môi trường sống và săn bắt trộm, được Liên minh Bảo tồn Thiên nhiên Quốc tế xếp vào hàng mục "loài cực kỳ nguy cấp" và cũng được liệt kê trong Sách đỏ Việt Nam.

## Miêu tả
Mặt cà đác có phần mũi hếch ngược và đôi môi to màu hồng; quanh mắt, mũi và mõm là một khoảng da ngả màu xanh. Lông ở phần lưng màu nâu đen nhưng phía ngực và bụng lại có màu trắng kem cùng một mảng lông màu cam xung quanh cổ, đặc biệt là ở con đực. Chúng không có mào lông trên đỉnh đầu. Chiều dài cơ thể của loài từ 51 đến 65 cm (20 đến 26 in) cộng thêm chiều dài đuôi từ 66 đến 92 cm (26 đến 36 in). Cà đác cái và cà đác đực có cân nặng trung bình lần lượt khoảng 8 kg (18 lb) và 14 kg (31 lb). Những cá thể đang trưởng thành có phần lông màu xám thay cho màu đen và cũng không có vùng lông cam quanh cổ.
Cà đác là loài ăn đêm với thức ăn bao gồm đa dạng các loại lá, quả, hoa và hạt. Chúng sinh sống hoàn toàn trên cây, di chuyển thành những đàn nhỏ.

## Bảo tồn
Với độ cao từ 200 đến 1.200 m (700 đến 3.900 ft), phân bố môi trường sống của loài cà đác hiện bị giới hạn trong những mảng rừng thường xanh nhiệt đới đi liền với những đồi núi đá vôi karst hiểm trở. Năm quần thể riêng biệt của loài đã được tìm thấy kể năm 1990. Mặc dù được xem là loài biểu trưng và nhận được nhiều hành động bảo tồn, số lượng cá thể cà đác vẫn có xu hướng giảm và liên tục nằm trong danh sách "25 loài linh trưởng nguy cấp nhất trên thế giới" kể từ năm 2000.
Mất môi trường sống và săn bắt trộm là những nguyên nhân chính yếu dẫn đến sự tụt giảm số lượng của các loài linh trưởng, bao gồm cả cà đác. Một nghiên cứu vào năm 1993 tại khu bảo tồn thiên nhiên Na Hang ghi nhận 72 cá thể cà đác (ước tính 80 cá thể) sau đó vào năm 2005 tại cùng địa điểm chỉ còn 17 cá thể được ghi nhận (trong ước tính 22 cá thể). Dữ liệu thứ cấp và sơ cấp chỉ ra nguyên nhân của hiện tượng này là do hoạt động săn bắt.
Loài cà đác rất hiếm khi được nhìn thấy và đã từng bị xem là tuyệt chủng cho thập niên 90 của thể kỉ 20 khi một quần thể nhỏ loài này được tìm thấy tại huyện Na Hang, tỉnh Tuyên Quang. Hai khu bảo tồn thiên nhiên Nà Hang và Chạm Chu hiện là hai khu vực chính có cà đác sinh sống, riêng khu bảo tồn Na Hang được thành lập với mục đích bảo vệ sinh thái cho loài linh trưởng này. Năm 2002, thêm một đàn cà đác được phát hiện ở khu bảo tồn thiên nhiên Du Già, tỉnh Hà Giang. Sau đó vào tháng 4 năm 2008, Tổ chức Động thực vật Quốc tế cũng phát hiện thêm nhóm cà đác nữa ở vùng Tây Bắc, nâng tổng số lượng cá thể cà đác lên 250 trên toàn thế giới.